# Vincent Lübeck
Vincent Lübeck   (Padingbüttel, c. setembre 1654 - Hamburg, 7 de febrer de 1740) fou un organista i compositor alemany.
Va ser inciat a la música pel seu pare. Després fou organista de l'església de Cosme i Damià de Stade (Baixa Saxònia) i posteriorment, de 1702 fins a la seva mort, a la Nicolaikirche d'Hamburg. A les dues esglésies tocà els orgues construïts per famós orguener Arp Schnitger. Se'l ha de considerar com un dels millors compositors per a orgue de la generació anterior a Johann Sebastian Bach.
Publicà la col·lecció de música per a teclat Clavier-Übung (1728). De Lübeck ens han arribat manuscrites nombroses composicions organístiques que revelen una gran mestressa en l'ús del pedal i les cantates sacres per a solistes, cor i instruments com ara Gott wie dein Nehme i Willkommen Suesser Braeutigam.